# Peloponeski rat

## Uzrok Peloponeskom ratu
Prema Tukididu, uzrok Peloponeskom ratu je taj što su Atenjani postali moćni i zadavali su strah Lakedemonjanima te ih natjerali u rat. Drugi uzrok ratu je neprijateljstvo između Atene i Korinta koje je započelo kad je grad Epidamno bio u nevolji jer su ga napadali barbari. Epidamno je poslao poziv za pomoć na otok Kerkiru koji im nije želio pomoći. Epidamno se na to obratio Korinćanima koji šalju pomoć uz uvjet da Korinćani budu vlasnici tog grada. Korinćani su istjerali barbare i zavladali gradom kao osnivači. Kerkiranima se to nije svidjelo i zaprijetili su Korinćanima da napuste Epidamno, pa su im Korinćani objavili rat. Kerkirani su pobijedili Korinćane u pomorskoj bici kod Leukimne, a Epidamno se preda Kerkiranima te Kerkirani zarobe Korinćane u gradu. Sljedećih godina Korinćanisu gradili mornaricu i osposobljavali nove vojnike. 
To vidjevši, Kerkirani pošalju poslanike u Atenu da bi je nagovorili na savez s njima. Korinćani to čuvši, pošalju njihovog poslanika da bi odgovorili Atenu od saveza s Kerkirom. Atena se je ipak odlučila na obrambeni savez s Kerkirom te im je poklonila deset lađa. U sljedećoj borbi Korinćani su primijetili atenske lađe kod Kerkirana i prekinuli su ugovore koje su imali s Atenom. Tu je nastalo neprijateljstvo Atenjana i Korinćana koje je postalo jače kod odmetnuća Potideje koje su zagovarali Korinćani. 
Potideja se odmetnula Makedoniji, a to se nije svidjelo Ateni koja je uz pomoć Filipa (brat makedonskog kralja Perdike) osvojila Potideju i zarobila sve Peloponežane i Korinćane u njoj. Nakon toga Korinćani su sazvali saveznike u Lakedemon i optužili Atenjane da čine zlo Peloponezu. Korinćani i njihovi saveznici su željeli rat, a Atenjani su se branili. Spartanci su glasovali i odlučili se za rat unatoč tome što ih je lakedemonski kralj Arhidam upozorio da Peloponez sada ne može stupiti u rat jer nema novaca. Periklo (koji je prvi čovjek među Atenjanima u ono vrijeme) također zagovara rat.

## Arhidamov rat (431.- 421.)
431. -Na početku rata saveznici Lakedemonjana bili su: svi Peloponežani unutar korintske prevlake osim Argivaca i Ahejaca, a izvan Peloponeza Megarani, Beoćani, Lokrani, Fočani, Ampračani, Leukađani, i Anaktorci. Brodove su davali Korinćani, Megarani, Sikionjani, Pelenjani, Elejani, Ampračani i Leukađani, konjanike Beoćani, Fočani i Lokrani, a pješake ostali gradovi. Peloponeska jaka strana bila je njihova kopnena vojska.
Saveznici Atenjana bili su: Hijani, Lezbljani, Platejani, Mesenjani u Naupaktu, većina Akarnanaca, Kerkirani, Zakinćani i druge države, koje su plaćale porez, ovih naroda: Karija na moru, Dorani u susjedstvu Karana, Jonija, Helespont, narod uz tračku obalu i otoci, koji su između Peloponeza i Krete prema sunčanom izlazu (svi Cikladski otoci) osim Melosa i Tere. Od tih su brodove davali Hijani, Lezbljani i Kerkirani, a ostali pješaštvo i novaca. Atenske jače strane su bile: mornarica, to što su Atenjani imali puno novaca i to što su Atenski saveznici okružili Peloponez.
Rat je započeo kad su Tebanci napali atensku Plateju i neuspješno je pokušali osvojiti.
Rat se nastavlja i lakedemonski kralj Arhidam Zeuksidamov provaljuje u Atiku te uništava sva polja s kojih su Atenjani povukli seljake. Lakedemonjani se zaustavljaju kod Aharne. Atenjani stalno šalju konjanike, ali ih Lakedemonjani pobjeđuju. Nakon nekog vremena Peloponežani se povlače. Atenjani su potajno poslali sto lađa dok su Peloponežani bili u Atici. Atenjani su pokušali osvojiti Metonu, ali im to nije uspjelo, napadali su i Fiju koju su i osvojili. Atenjani su se iskrcali na Eubeju i zauzeli grad Tronij, te su osvojili Eginu i natjerali sve stanovnike u peloponeski grad Tireju. Atenjani su sklopili saveze sa tračkim kraljem Sitalkom Terovim i s makedonskim kraljem Perdikom Aleksandrovim. Zauzeli su i neka mjesta koja su pripadala Peloponezu: gradove Solij, Astak, otok Kefaloniju, a napali su Megaridu. Po zimi su Atenjani pokapali poginule u ratu.
430.-Na početku godine, Atenu je zadesila kuga, i mnogi su pomrli od te strašne zarazne bolesti. Kuga je sve poremetila u gradu. Za vrijeme kuge, Peloponežani su pustošili Atiku. Pustošili su dio koji gleda prema Peloponezu, a zatim dio koji gleda prema Eubeji i njihove rudnike srebra. Kad su čuli za bolest, Peloponežani su pobjegli iz Atike. 
Atenjani su za to vrijeme udarali na Halikađane i zaposjedali Potideju na sve moguće načine, ali su se povukli zbog zaraze. Atenjani su se naljutili na Perikla što ne šalje vojsku na Peloponežane u Atici. Periklo je svojim govorom pokušavao ublažiti gnjev Atenjana koji su ga kaznili novčanom kaznom. Tukidid u svom djelu navodi da je Periklo bio dobar vojskovođa, ali da ga Atenjani nisu shvaćali niti slušali. Istog su ljeta Peloponežani udarili na Zakintos. Opustošili su čitav otok, ali kad su vidjeli da se grad neće predati, napustili su ga. Peloponeski poslanici su istog ljeta otišli k Sitalku Terejevu u Trakiju. Tamo su susreli neke Atenjane koji su ih poslali u Atenu gdje su ih Atenjani pogubili. Ampračani su zaratili s Amfiloškim Argom jer su ih Argivci potjerali iz grada. Ampračani su opustošili zemlju oko Arga, ali nisu osvojili sam grad, već su se povukli. Atenjani su sa svojom mornaricom stražarili kod Naupakta i tek nakon dosta vremena zauzeli Potideju.  
429.- Periklo umire doživjevši dvije godine i šest mjeseci rata. Peloponežani su počeli opsjedati Plateju. Oko nje su sagradili visoke zidove jer je nisu uspijevali osvojiti. Atenjani su zaratili protiv Halkiđana i Botijejana. Halkiđani su uspjeli izdržati napade Atenjana, te su ih otjerali iz svoje zemlje u Potideju. Istog ljeta, Haonci su sa svojim saveznicima zaratili na grad Strat. Budući da su Haonci mislili da će lako osvojiti grad, zaratili su na njega s pretjeranim optimizmom. Straćani su se bojali i pripremili se za rat i pobijedili u bitci za svoj grad, te su podigli pobjedni znak.
Istog su se ljeta dogodile dvije pomorske bitke kod Naupakta u kojima su sudjelovali Atenjani (pod vodstvom Formiona) i Peloponežani. U prvoj bitci Peloponežani nisu bili spremni za pomorsku bitku, te su izgubili. U drugoj su bitci Peloponežani tražili saveznike i uvježbavali su se za tu bitku. Oni su krenuli u bitku jako ohrabreni i na početku su pobjeđivali Atenjane. Onda su se opustili i počeli su gubiti. Bitka je završena neodlučeno jer su i Atenjani i Peloponežani  podigli pobjedni znak. Peloponežani su željeli osvojiti atensku luku Pirej. Pustošeći Salaminu, vidjeli su da je stigla pomoć na Pirej i nisu ga željeli napadati. Na početku zime, Sitalko je napao Makedoniju. Opustošio je dio Makedonije, pa ju je napustio. Iste zime je Formion zaratio na Akarnaniju. Istjerao je ljude iz Strata i Koronte, i napustio je zemlju.
428.- Te se godine dogodila treća provala Peloponežana u Atiku. Atenjani su ih uspješno sprječavali da napuste svoj tabor i naškode gradskoj okolici. Iste su se godine svi Lezbljani (pod vodstvom grada Mitilene) osim Metimne odmetnuli od Atenjana. Atenska mornarica je brzo došla kod Mitilene i počela ju je opsjedati. U isto su vrijeme Atenjani pod vodstvom Azopija Formionova počeli pustošiti obale Lakonije. Opustošili su zemlju kraj gradova Enijade i Aheloja. Kad se ti gradovi nisu htjeli predati, otpustio je pješaštvo i zaplovio je prema Leukadi, ali tamo su ih uništili tamošnji stanovnici. Za vrijeme Olimpijade, Mitilenjani su sklopili savez sa Peloponežanima. U to vrijeme, Atenjani su ubirali poreze od Mijunta do Sandijskoga brežuljka gdje su ih zaustavili Karani i Anejani.
Te je zime, za vrijeme nevremena, 220 Platejana pobjeglo preko visokih zidova i umaklo Peloponežanima.
427.-Te su godine rata Mitilenjani neuspješno zaratili protiv Metimne. Nakon toga su pod pritiskom predali svoj grad Atenjanima jer su vidjeli da im Peloponežani ne pomažu protiv atenske opsade. Tada su Atenjani odlučivali što će s građanima Mitilene. Kleon Kleenetov je mislio da ih sve treba ubiti, dok se Diodot Eukratov protivio tomu. Atenjani su odlučili da će ubiti sve one koji su sudjelovali u odmetnuću Mitilene ( bilo ih je preko tisuću), a ostale će pustiti na miru. 
Istoga su ljeta Atenjani zauzeli otok Minoju kraj Megare. Tog istog ljeta su Platejani predali grad Lakedemonjanima koji su srušili čitav grad, ubili dvije stotine Platejana, dvadeset i pet Atenjana, a žene su prodali u roblje. Lakedemonjani su platejsku zemlju iznajmili Tebancima na dvadeset godina. Na Kerkiri je nastala buna, jer je dio stanovništva htio savez s Lakedemonjanima. Buna se smirila i odlučeno je da će se Kerkirani držati saveza s Atenjanima. Na to su došli Lakedemonjani i počeli su pustošiti zemlju na Kerkiri. Lakedemonjani su se brzo povukli. Na kraju ljeta, Atenjani su poslali svoju vojsku na Siciliju. Oni su na Siciliji zajedno s leotonskim saveznicima ratovali protiv sirakuških saveznika. Na početku zime, ponovo je izbila kuga u Ateni. Atenjani su na Siciliji pustošili ove otoke: Eolove, Didimu, Strongilu i Hijeru, ali su ih napustili, jer se otoci nisu htjeli predati.
426.- Te su se godine zbivali česti potresi na Atici i zbog toga su Peloponežani odustali od provale u Atiku pod vodstvom kralja Agida Arhidamova. Iste su godine Peloponežani osnovali naseobinu Herakleju. Herakleja nikad nije bila opasnost Ateni, jer je bila pod pritiskom sa svih strana. Istoga su ljeta Atenjani udarili na Leukadu i pustošili zemlju oko Leukade, a pošto se Leukađani nisu htjeli predati, otišli su iz njihove zemlje prema Etoliji na nagovor Mesenjana. U Etoliji, Atenjani pod vodstvom Demostena, zauzmu ove gradove: Potidaniju, Krokilej i Tihij. Iznenada, Etoljani navale na Atenjane i natjeraju ih u bijeg. U tom bijegu poginuli su mnogi Atenjani. U isto vrijeme su Atenjani na Siciliji zaratili na Lokridu i osvojili ju. 
Istoga ljeta, Etolci su nagovorili Peloponežane da zajedno zauzmu Naupakt. Kad su stigli u Naupaktiju, počeli su pustošiti zemlju. U to vrijeme je Demosten bio u Naupaktu i, vidjevši da se Etolci spremaju osvojiti grad, pošalje poziv za pomoć u Akarnaniju. Kad su Akarnanci stigli u Naupakt, Etolci više nisu htjeli napasti zbog vojske u gradu. 
Sljedeće su zime Atenjani na Siciliji napali gradić Inesu. Gradić nisu uspjeli osvojiti i povukli su se. Iste zime očiste Atenjani Del, a Ampračani uz pomoć Peloponežana zaratili na amfiloški Arg. Demosten je vodio Amfilošane. Amfilošani su uspjeli pobijediti Ampračane koji su pobjegli od Arga. Idući dan su stigli Ampračani upomoć drugim Ampračanima, neznajući da su oni izgubili bitku protiv Arga. Amfilošani ih ubiju na spavanju. Akarnanci su sklopili stogodišnji savez s Ampračanima u kojem stoji da ne smije biti rata između njih i da si trebaju međusobno pomagati. Atenjani na Siciliji su zaratili na lokransku tvrđavu koju nisu uspjeli osvojiti.
Te se zime dogodila erupcija vulkana Etne.
425.- Mesena na Siciliji se te godine odmetnula od Atene i pridružila se Sirakužanima.
U isto su vrijeme Peloponežani četvrti put provalili u Atiku. Atenjani su poslali četrdeset brodova na Siciliju. U isto vrijeme, Demosten zauzme grad Pil na južnom dijelu Peloponeza. Čim su Peloponežani u Atici to čuli, brzo su se vraćali kući. Peloponežani su pokušali zauzeti Pil pomorskom bitkom, ali im to nije uspjelo. Atenjani su ih potjerali na otočić Sfakretiju pokraj Pila. Tamo su se Peloponežani sakrili u šumi. Sparta je, zbog događaja koji su se zbili u Pilu, ponudila mir Ateni, ali su ga Atenjani odbili. 
U to vrijeme, na Siciliji su se vodile pomorske bitke. Sirakužani su neuspješno pokušali pobijediti Atenjane kod Regija. U to vrijeme su Sirakužani osvojili Kamarinu, a Mesenjani pustošili zemlju kraj Naksa. Nakšani su se ohrabrili i krenuli su u bitku protiv Mesenjana. Nakšani su otjerali Mesenjane i mnoge ih pobili. 
Atenjani su još uvijek kod Pila opsjedali Lakedemonce. Atena pošalje Kleona na Pil, misleći da će on poginuti u borbi protiv Lakedemonaca. Kleon, vidjevši da su Atenjani u Pilu u groznom stanju, povede ih u borbu protiv Lakedemonaca na Sfakretiji. Neočekivano, Atenjani su ih s lakoćom pobijedili i zarobili nekolicinu njih. Istoga ljeta, Atenjani su počeli napadati Korintiju. Korinćani su otišli na Soligeju, a Atenjani su ih tamo napali. Korinćani su gubili, pa su pozvali sve Korinćane iz Korinta da im se pridruže. Kad su Atenjani vidjeli mnoštvo da dolazi prema njima, pobojali su se da su to Lakedemonjani i pobjegli su. Atenjani istoga dana otplove na Kormion u Korintiji. Tamo opustoše zemlju i prenoće. Sljedećeg dana se iskrcaju na Metenu i osvoje prevlaku otoka. Kasnije su pustošili Halijadu i Epidauriju. U isto vrijeme, Atenjani su zaratili s Kerkiranima koji su napadali grad Kerkiru. Kerkirane koji su napadali grad zarobe i ubiju. Atenjani su još i zauzeli korintski grad Anaktorij. Te su zime Hijani razrušili zidine svojega grada.
424.- Atenjani su te godine osvojili otok Kiteru i pustošili njezine krajeve. Nakon toga su osvojili Tireju i spalili unutrašnjost grada. Istoga ljeta su Sicilijanci međusobno sklopili mir i odustali od rata. Atenjani su na prijevaru osvojili Nizeju, donji dio grada Megare.
To vidjevši, Brazida i njegova vojska odluče otići u Megaru obraniti grad. Beoćani su stigli u Megaru i borili su se protiv atenskog konjaništva. Beoćani su izgubili tu bitku. Nakon toga, Brazida je krenuo u boj protiv Atenjana, i, kad je vidio da Atenjani ne dolaze na bojište, proglasi sebe pobjednikom. Brazida je otišao iz Megare, ali je tamo ostavio dio vojske. Istog su ljeta Atenjani pokušali uvesti u Beotiju pučku vladu i zauzeli Delij.  
Brazida je u isto vrijeme putovao prema Halkidici kroz Tesaliju. Tad su Perdiku proglasili neprijateljem, jer su vidjeli da surađuje s Brazidom. Brazida i Perdika su zaratili protiv linačkih Makedonaca koje je vodio Arabej Bromerov. Brazida je tog ljeta zaratio na Akant. Akanćani su se odlučili odmetnuti od Atenjana. 
Sljedeće zime, Atenjani nisu uspjeli državni udar na Beotiju. Beoćani su ponovo zauzeli Delij. Pagonda Eoladov je htio što prije zaratiti s Atenjanima koji su se povukli iz Beotije. Beoćani su pristali na rat i zaratili na Atenjane, te su ih pobijedili. Beoćani kasnije osvoje Delij. Iste zime je Brazida zaratio na Amfipol. To čuvši, Tukidid spremi vojsku i krene prema Amfipolu. Kako nije stigao do Amfipola, utvrdi grad Ejon južno od Amfipola. Brazida je osvojio Amfipol. Iste zime, Megarani su osvojili zidine koje su bili zauzeli Atenjani. Brazida tada osvoji Tis, Kleonu, Akrotoj i Olofiks pokraj Atosa. Brazida je zaratio na Toronu te ju osvoji. Brazida je ohrabrio Toronjane i krenuo je na Lekit. Razrušio je taj grad.
423.- U proljeće ove godine, Atenjani i Lakedemonjani su sklopili jednogodišnji mir. Za vrijeme mira odmetnuli su se od Atenjana Skiona i Menda. Tad su Brazida i Perdika ponovo zaratili na Linčane. Perdika je, prije nego što su Linčani napali, pobjegao. Brazida je bio prisiljen bježati pred vojskom iz grada Linka. Od tada su Brazida i Perdika neprijatelji. Atenjani su ponovo osvojili Mendu i Skion. Tad su Antička Teba (Grčka)nci srušili zidine Tespijcima, jer su mislili da oni surađuju s Atenjanima. Tog su se ljeta Mantinejani i Tegejani sukobili u Orestidi. Tegejani su jedva pobijedili. Na koncu zime, Brazida je pokušao osvojiti Potideju, ali nije uspio.
422.- Iduće godine, kad je primirje isteklo, Kleon je krenuo brodovima protiv Torone. Pošto je osvojio Toronu, Kleon je krenuo protiv Amfipola, u kojemu se nalazio Brazida. U isto vrijeme, Feak, atenski poslanik, otplovi do Sicilije. Tamo uzalud pokušava nagovoriti Sicilijance protiv Sirakužana. Kako je Kleon putovao do Amfipola, usput je napao andarsku naseobinu Stagir i osvojio tašku naseobinu Galepso. Čim je Brazida vidio da je Kleon blizu Amfipola, ohrabrio je svoju vojsku i krenuo je u boj. U toj bitci, Brazidina  vojska pobjedi Kleonovu vojsku. Kleon je poginuo na bojištu, dok Brazida pogine malo nakon završetka bitke. Poslije te bitke, Atenjani i Lakedemonjani sklope mir. Neki lakedemonski saveznici nisu prihvaćali mir, te su sklopili savez sa Argom. Nakon toga, Atena (polis) i Sparta sklope obrambeni savez.

## Rat za vrijeme mira (421.-415.)
Ovaj mir se još zvao i Nikijinim mirom, jer se mislilo da je atenski vojskovođa Nikija Nikeratov najzaslužniji za njega.
421.- Te su godine Korinćani, Mantinejani i Elejani  sklopili savez s Argom. U isto su vrijeme Atenjani zauzeli Skion. Fočani i Lokrani počnu ratovati. Istog su ljeta Lakedemonjani pod vodstvom kralja Plistoanakta Pauzanijina počeli ratovati protiv Paražana u Arkadiji. pustošili su njihovu zemlju i učinili ih nezavisnima. Istoga ljeta zauzmu Dijani na obali Atosa Tis, koji je bio atenski saveznik. Atenjani su mislili da se Lakedemonci ne drže ugovora, te su se naljutili na njih. Atenjani su rekli da će Lakedemonci dobiti svoje zarobljenike na Pilu, ako im oni predaju Panakt. Lakedemonjani su pokušali nagovoriti Beoćane da im daju Panakt i s Beoćanima sklope savez. Beoćani su im dali zapaljeni i razrušeni grad. Te zime su Olinćani zaratili na Mekibernu, u kojoj su Atenjani imali posadu, i zauzeli je.
420.- Te su godine Lakedemonjani sklopili pedesetogodišnji ugovor s Argom. Atenjani su također sklopili ugovor s Argom. 
419.- Odmah na početku godine, Beoćani su zauzeli Herakleju. Atenjani su krenuli kroz Peloponez. Istoga ljeta je buknuo rat između Epidaurana i Argivaca. Lakedemonjani su u isto vrijeme zaratili na Leuktru. Atenjani su htjeli suzbiti rat između Argivaca i Epidaurana. Argivci su napustili Epidauriju poharavši trećinu njihove zemlje.
418.- Lakedemonjani su te godine zaratili protiv Arga. U prvoj su ih bitci Lakedemonjani pustili da pobjegnu. Pošto su Argivci htjeli rat, ponovo su zaratili s Lakedemonjanima kod Mantineje. Lakedemonjani su ih pojedili i Argivci su bili prisiljeni sklopiti mir sa Spartom. Epidaurani su za vrijeme te bitke pustošili Argivsku zemlju. Zbog toga su ih Argivci počeli opkoljavati zidom. Mantinjejani su sklopili savez s Lakedemonjanima.
417.- Te su se godine Argivci zaželjeli saveza sa Atenom. Kad su Lakedemonjani to saznali, zaratili su na Arg i srušili su mu zidove. 
416.- Atenjani su te godine željeli osvojiti otok Mel. Pošto se Mel nije predao, Atenjani su zaratili na njega. Otok Mel se na kraju pod opsadom predao. 

## Sicilijska ekspedicija (415.-413.)
415.- Atenjani su zime prije ove godine zaratili protiv Makedonaca. Peloponežani su zaratili na Arg. Atenjani su te godine otišli izvidjeti stanje na Siciliji. Egestanci su molili Atenjane da im pomognu u ratu protiv Selinunćana i Sirakužana. Nikija Nikeratov je govorio da ne trebaju ratovati na Siciliji, a Alkibijad se tome protivio i govorio je da što prije treba krenuti na Siciliju. Atenjani poslušaju Alkibijada te krenu u rat protiv Sirakuze. Atenjani su krenuli prema Kerkiri s najvećim brodovljem do tada viđenim. S Kerkire su krenuli prema Regiju. Atenski vojskovođe protiv Sirakuze su bili: Alkibijad, Lahet i Nikija. Atenjani su tada optužili Alkibijada za oskvrnuće Hermovih poprsja. U to vrijeme, na Sirakuzi je Hemokrat govorio da dolazi atensko brodovlje s namjerom da osvoji Sirakuzu i Siciliju. Atenagora ga je ismijavao i govorio je puku da to, što Hemokrat govori, nije istina. Tad su Atenjani raspravljali o ratnoj osnovi protiv Sirakuze. Prihvatili su Alkibijadov savjet da idu sklopiti saveze s drugim gradovima i da tad zarate na Sirakuzu. Atenjani su malo kasnije osvojili Katanu. Tad su Atenjani pozvali Alkibijda pred sud, ali on se spasio pobjegavši u Peloponez. Atenjani su još zauzeli Hikaru i neuspješno navalili na Hiblu. 
Te su zime Atenjani navalili na Sirakuzu pod vodstvom Nikije. Sirakužani su tu borbu izgubili, no Atenjani nisu ništa osvojili. Hemokrat je bodrio klonule Sirakužane poslije bitke i odlučio je poslati poslanike u Korint i Spartu tražeći pomoć. Te su zime Atenjani prezimili u Naksu, pa su se Sirakužani odlučili utvrditi. Kad su čuli da Atenjani prezimljuju u Naksu, Sirakužani su poslali vojsku na Katanu i zapalili ondašnji atenski tabor. Tad su Atenjani i Sirakužani nastojali pridobiti Kamarinu za sebe. Kamarina odluči da će ostati neutralna. Atenjani su tad željeli da se Sikulci odmetnu od Sirakužana. Na kopnu se manjina odmetnula, a na moru većina njih se odmetnula od Sirakužana. Lakedemonjani i Korinćani, na nagovor Alkibijada, odluče pomoći Sirakužanima. Alkibijad im je još i govorio da trebaju utvrditi Dekeleju u Atici.
414.- Atenjani su te godine ponovo navalili na Sirakuzu. Oko Sirakuze i sirakuške luke su gradili zid i tako ih opkoljavali. Atenjani su tad osvojili Epipole kraj Sirakuze. Tog su ljeta Lakedemonjani zaratili protiv Arga. Sirakužani su pomalo klonuli duhom, no uspjeli su se obraniti počevši osvajati zidove koje su Atenjani gradili. Lamah je tad umro i Nikija je ostao jedini zapovjednik atenske vojske. Tad je Lakedemonjanin Gilip stigao u Tarant po teškom nevremenu. Istog su ljeta Lakedemonjani provalili u Arg, no Atenjani Argivcima u pomoć šalju trideset lađa čime su otvoreno prekršili ugovor s Lakedemonjanima. Kad je Gilip stigao na Siciliju, krenuo je prema Sirakuzi sa svojom vojskom. Tamo se je borio sa Atenjanima. Prvu je borbu Gilip izgubio, a drugu je dobio. Vidjevši da ga Sirakužani pobjeđuju, Nikija pošalje pismo u Atenu u kojem je stajalo da se on nalazi u nepovoljnom položaju i da mu treba još vojske.  Atenjani su zaključili da trebaju poslati pomoć Nikiji u Sirakuzu. U to vrijeme su Atenjani poslali lađe da plove oko Naupakta i Peloponeza. 
413.- Odmah na početku proljeća su Lakedemonjani provalili u Atiku i zauzeli i utvrdili utvrdu Dekeleju što je jako teško pogodilo Atenjane. Atenjani su, međutim, slali Demostena s lađama na Lakoniju pa na Siciliju. U to su se vrijeme kod Sirakuze dogodile dvije bitke. U prvoj, kopnenoj bitci su Sirakužani pobijedili Atenjane i osvojili su utvrdu Plemirij. U drugoj, pomorskoj bitci su Sirakužani izgubili zbog nereda među njihovim lađama. 
Atenjani su tada poslali plaćenike iz Trakije da razore beotski grad Mikales. Plaćenici su u Mikalesu ubijali sve živo, dok nisu stigli Tebanci u grad i otjerali plaćenike. Sirakužani su u to vrijeme sakupljali saveznike po Siciliji. Tad je Sirakužanima saveznik bila skoro čitava Sicilija. U to su vrijeme Sikulci pobili dio sirakuške pomoćne čete. U to su se vrijeme Korinćani spremali za pomorsku bitku protiv Atenjana kod Naupakta. Bitka je započela i završila je neodlučeno. Tada su Sirakužani pobijedili Atenjane u pomorskoj bitci u sirakuškoj luci. 
Tada su na Siciliju stigli Demosten i pomoćne čete Atenjanima. Demosten je odlučio iznenada navaliti na Sirakuzu. Kad je Demosten navalio na Sirakuzu, svi su Sirakužani ostali iznenađeni no ipak se nisu predali i pobijedili su Demostena i njegovu vojsku. Demosten je tada predlagao da se Atenjani povuku iz Sirakuze dok ne sakupe jaču vojsku. Nikija se tome usprotivio. Atenjani su odlučili da trebaju ostati kod Sirakuze. Tada su Sirakužani ponovo pobijedili Atenjane u pomorskoj bitci i odvojili su neke oklopnike kod utvrde. Tada su Atenjani klonuli duhom i stalno su mislili da će izgubiti. Atenjani i Sirakužani su se stalno spremali za pomorsku bitku. Pomorska bitka u sirakuškoj luci je započela i bila je izjednačena. Ipak su Sirakužani pobijedili Atenjane i natjerali ih u bijeg. Atenjani su sljedećeg dana počeli uzmicati iz Sirakuze. Dok su Atenjani uzmicali po Siciliji, Sirakužani su ih slijedili u stopu i gađali ih kopljima i strelicama. Sirakužani su prisilili Demostena i Nikiju na predaju. Nakon što su se Demosten, Nikija i njihova vojska predali, Sirakužani pogube Demostena i Nikiju te njihovu vojsku prodaju u roblje

## Dekelejski rat (413.-404.)
413.- Tada je zavladala žalost u Ateni zbog izgubljenog rata na Siciliji. U međuvremenu je uzbuđenje u Heladi raslo. Dok su se Atenjani i Peloponežani pripremali za rat, Eubejani, Lezbljani, Hijani i Ertirani su se spremali na odmetnuće od Atenjana. Perzijski vojskovođa Tisafern koji je nastojao pridobiti Peloponežane obećavši im prijateljstvo s perzijskim kraljem. Lakedemonjani su te zime poslali vojsku na Hij na nagovor Tisaferna.
412.- Atenjani su tad naslutili da će se Hij odmetnuti. Otok Hij se odmetnuo i Atenjani su bili u strahu da im se ne bi odmetnuli drugi važni gradovi i otoci. Odmetnuli su se još Ertirani i Klazomenjani. Lakedemonjani su još odmetnuli Kos (otok) i Milet te su sklopili prvi ugovor s Perzijancima. Atenjani su u to vrijeme zarobili neke hijske brodove iz pomorske bitke, dok su Peloponežani pobijedili atensku mornaricu kraj Pireja. U to je vrijeme izbio pučki ustanak na Samu protiv plemića koji je bio u prilog Atenjanima. Hijani su uzaludno prisiljavali Lezbljane da se odmetnu od Atenjana. Atenjani su tad počeli navaljivati na Hij i Milet. 
Peloponežani su pobijedili atensku vojsku kod Mileta i tamo su na nagovor Alkibijada pustili dio svoje vojske da čuva grad. Na Hiju su Atenjani pustošili hijsku zemlju i počeli su graditi zid oko grada Hija. Tog je ljeta Tisafern osvojio gradić Jaz. Te su zime Peloponežani sklopili drugi ugovor s Perzijancima. Tada su Hijani molili Peloponežane da im pošalju pomoć jer su ih Atenjani posjedali. Lakedemonjani su tad imali male sukobe s Tisafernom. Te zime se je otok Rod odmetnuo od Atenjana, a Atenjani su odmah spremali vojsku koju će slati na taj otok. U to se vrijeme Alkibijad odlučio vratiti u Atenu. Manjina se tome protivila, no ipak su ga primili. Tad su Peloponežani odlučili sklopiti treći savez s Perzijskim Carstvom. Na Samu je uspostavljena vladavina nekolicine. U to su vrijeme Atenjani spremali vladu nekolicine u Ateni, a Tisafern je odbijao suradnju s Atenjanima. Beoćani su tada osvojili Orop. 
411. pr. Kr.- Odmah na početku proljeća, Peloponežani su osvojili gradove Abid i Lampsak. Atena je osvojila grad Sest. Hijani su toga ljeta zaratili protiv Atenjana na moru. Hijani su tu pomorsku bitku dobili. Atenjani su u međuvremenu uvodili vladu  nekolicine na otoke koje su osvojili. U Ateni su uveli vladu nekolicine i osnovali vijeće od četiri stotine. Atenjani su uzaludno pokušavali sklopiti mir s Agidom. Na otoku Samu atenska vojska nije bila zadovoljna vladom nekolicine, pa su proglasili pučku vladu. 
U isto su se vrijeme Milećani bunili protiv Astioha i Tisaferna zahtijevajući njihov odlazak. U isto je vrijeme Alkibijad bio izabran za vojskovođu na Samu. Alkibijad je uspješno vodio pregovore s Tisafernom. U isto vrijeme, Lakedemonjani su u Milet poslali Mindara i smijenili su Astioha. Tada je atenska vojska na Samu željela udariti na Atenu, ali ju je Alkibijad spriječio. Tisafern je rekao da će Peloponežanima dovesti feničku mornaricu, ali to nije izvršio po nagovoru Alkibijadovu. U Ateni je nastao nered zbog vlade vijeća od četiri stotine. U međuvremenu su Peloponežani zauzeli Eubeju. Tad su Atenjani klonuli duhom i vratili su pučku vlast. Tada je Mindar krenuo s mornaricom prema Helespontu. Atenjani su ga slijedili i pobijedili su ga u bitci kod Kinoseme. Atenjani ponovo osvoje Kizik. Alkibijad se u isto vrijeme vratio na Sam, nakon što su ga Atenjani primili kao njihovog vojskovođu. Peloponežani su počeli sumnjati na Tisaferna.   
410. pr. Kr.-Alkibijad ide k Tisafernu, da od njega dobije novaca za daljnje vođenje rata. Taj ga je zarobio, ali mu je on pobjegao. Atenjani su pod Alkibijadovim vodstvom izvojevali pobjedu na kopnu i na moru kod Kizika. Tu je poginuo i Mindar, zapovjednik spartanskog brodovlja. Agid u Dekeleji.  
409. pr. Kr.-Kod Bizantija spartansko brodovlje je uzalud pokušalo spriječiti Atenjanima dovoz žita. Alkibijad sklapa ugovor s Farnabazom i osvaja Bizantij.
408. pr. Kr.-Perzijski princ Kir Mlađi pregovara u Maloj Aziji sa Spartancima. Alkibijad se u trijumfu vraća u Atenu i postaje vrhovni zapovjednik mornarice i kopnene vojske. Oružanom silom zaštićuje svečani ophod od Atene do Eluzine, da ga ne napadne spartanska vojska iz Dekeleje. Ponovno odlazi u Malu Aziju. Lisandar postaje zapovjednik spartanskog brodovlja.
407. pr. Kr.-U Alkibijadovoj odsutnosti njegov podzapovjednik Antioh, unatoč izričitoj zabrani, upustio se kod Notija u efeškom zaljevu u pomorsku bitku s Lisandrom i pretrpio poraz. Nato Atenjani oduzimaju Alkibijadu zapovjedništvo.
406. pr. Kr.-Velika pobjeda atenske mornarice kod Arginuskih otoka jugoistočno od Lezba. Uništeno je gotovo 80 peloponeskih brodova. Zbog velike oluje atenski vojskovođe nisu mogli sakupiti brodolomce i poginule. Zato su ih u Ateni, iako su pobijedili, optužili i šestoricu njih, koji su se vratili, smaknuli.
405. pr. Kr.-Atenjani se spremaju na odlučnu pomorsku bitku kod Egospotama na tračkom Hersonezu. Nisu se obazirali na Alkibijadov savjet pa podignu tabor na mjestu pogodnijem za opskrbu vojske. U toj bitci je Lisandar ametice porazio atensku mornaricu. Spasio se jedino vojskovođa Konon s osam brodova.
404. pr. Kr.-Lisandar redom podvrgava spartanskoj vlasti otoke i obalna mjesta u rukama Atenjana i uvodi oligarhijske vlade. Atena se puni bjeguncima. Agid je opsjeda s kopna, a Lisandar s mora. Izbija i glad. Atena kapitulira. Morala je priznati spartansku hegemoniju, odreći se svih posjeda izvan Atike i predati čitavu mornaricu osim dvanaest brodova. Uspostavljena je strahovlada tridesetorice tirana u Ateni pod okriljem Sparte. Tada je Atena prestala biti političko središte Grčke, ali je ipak ostala kulturno središte.